# Tommy Rander
Tommy Martin Rander, född 23 april 1946 i Göteborg, är en svensk musiker, journalist och författare, radioman, TV-producent, skivbolagsdirektör samt speedwayledare.
Rander var på 1960-talet sångare i musikgruppen The Shakers från Göteborg, vilken nådde framgångar på Tio i topp. Han blev senare en ledargestalt inom proggrörelsen i denna stad och denna rörelses mest politiska gren. Han var med och startade tidningen Musikens makt och det progressiva skivbolaget Nacksving. Han gjorde sig också känd genom radioprogrammet Rundgång i Sveriges Radio P3, som presenterade sig som "ett musikprogram med egna åsikter". På 1970-talet var han även frilansjournalist på Göteborgs-Tidningen och Aftonbladet. Han satt med i juryn för Melodifestivalen 1972. 
Efter att skivbolaget Nacksving gått i konkurs 1981 köpte han själv skivstudion och bildade det nya skivbolaget Transmission, vilket han drev fram till 1987. Han var också en drivande kraft för ANC-galan 1985. Efter att ha slutat i musikbranschen blev han 1988 styrelsemedlem i speedwayklubben Kaparna i Göteborg, för vilken han var ordförande 1998–2007. Under åren 1989–1995 producerade Rander ett femtiotal TV-program för TV-kanaler som bland andra ScreenSport, TV3 och Sportkanalen om speedway- och isracingtävlingar samt om sporten i allmänhet. Sedan 2009 är Rander chefredaktör för tidningen Speedway Racing, som utkommer med 10 nummer per år. 